# Bindu De Stoppani
Bindu De Stoppani (* 19. Dezember 1976 in Pune) ist eine indische Schauspielerin, Regisseurin und Drehbuchautorin.

## Karriere
Stoppani wurde einem größeren Publikum 2002 durch die Rolle einer Aktivistin im Endzeit-Horrorfilm 28 Days Later bekannt. 2010 war sie für den Film Jump erstmals auch Regisseurin und Drehbuchautorin.

## Filmografie (Auswahl)
- 2000: The Beach
- 2002: 28 Days Later
- 2004: On the Loose
- 2004: Familienanschluß (Belonging, Fernsehfilm)
- 2004: My Shakespeare (Fernsehfilm)
- 2005: Colour Me Kubrick: A True...ish Story
- 2010: Was will ich mehr (Cosa voglio di più)
- 2010: Sinestesia
- 2010: Jump (Schauspielerin, Regisseurin, Drehbuchautorin)